# Тимар, Иштван
Иштван Тимар-Генг (венг. István Timár-Geng; 7 января 1940, Будапешт — 4 декабря 1994, там же) — венгерский гребец-байдарочник, выступал за сборную Венгрии в середине 1960-х — начале 1970-х годов. Серебряный и бронзовый призёр летних Олимпийских игр в Мехико, двукратный чемпион мира, трёхкратный чемпион Европы, победитель многих регат национального и международного значения.

## Биография
Иштван Тимар родился 7 января 1940 года в Будапеште. Активно заниматься греблей начал в раннем детстве, проходил подготовку в столичном спортивном клубе «Уйпешти».
Первого серьёзного успеха на взрослом международном уровне добился в 1963 году, когда попал в основной состав венгерской национальной сборной и побывал на чемпионате мира в югославском Яйце, откуда привёз две награды золотого достоинства, выигранные в зачёте двухместных и четырёхместных экипажей на дистанции 10 000 метров. Эти соревнования, помимо всего прочего, имели статус чемпионата Европы, поэтому Тимар дополнительно стал двукратным чемпионом континента. Четыре года спустя на европейском первенстве в немецком Дуйсбурге получил бронзу в двойках на тысяче метрах.
Благодаря череде удачных выступлений удостоился права защищать честь страны на летних Олимпийских играх 1968 года в Мехико — в составе четырёхместного экипажа, куда также вошли гребцы Имре Сёллёши, Чаба Гици и Иштван Чизмадиа, завоевал на дистанции 1000 метров бронзовую медаль — в решающем заезде их обошли экипажи из Норвегии и Румынии. Кроме того, в паре с Чабой Гици стал серебряным призёром в двойках на тысяче метрах, уступив лишь советской байдарке Александра Шапаренко и Владимира Морозова.
В 1969 году на европейском первенстве в Москве Тимар дважды поднимался на пьедестал почёта, добыл бронзу в двойках на тысяче метрах и золото в двойках на десяти тысячах метров. В следующем сезоне выиграл бронзу на чемпионате мира в Копенгагене, заняв третье место в программе четырёхместных байдарок на тысяче метрах. Через год на аналогичных соревнованиях в югославском Белграде взял серебро в четвёрках на десяти километрах. Вскоре по окончании этих соревнований принял решение завершить карьеру профессионального спортсмена, уступив место в сборной молодым венгерским гребцам.
Умер 4 декабря 1994 года в Будапеште.